# Nise da Silveira
Nise da Silveira, née le 15 février 1905 à Maceió et morte le 30 octobre 1999 à Rio de Janeiro, au Brésil, est une femme médecin et psychiatre brésilienne.
Elle était élève de Carl Jung et s'est toujours opposée aux traitements psychiatriques agressifs comme l'électroconvulsivothérapie, l'insulinothérapie et la lobotomie.

## Biographie
Née à Maceió en 1905 dans une famille aisée (son père était journaliste au Jornal de Alagoas), Nise da Silveira étudie au Colégio Santíssimo Sacramento.
De 1921 à 1926, elle étudie la médecine à Salvador de Bahia et, à la réception de son diplôme, elle est la seule femme au milieu de 157 hommes.
Elle déménage à Rio de Janeiro et travaille au Serviço de Assistência a Psicopatas e Profilaxia Mental à l'hôpital de Praia Vermelha en 1933. Elle est dénoncée par une infirmière pour être en possession de livres de Karl Marx et elle est emprisonnée. Elle vit en semi-clandestinité avec son mari, Mário Magalhães da Silveira, médecin lui aussi (ils resteront ensemble jusqu'à sa mort, en 1986), et elle écrit les Cartas à Spinoza (Lettres à Spinoza), qu'elle peut publier seulement en 1955.
En 1952, elle fonde le Museu de Imagens do Inconsciente à Rio de Janeiro : un centre de recherches pour conserver les œuvres des patients, en tant que documents pouvant améliorer la compréhension du monde intérieur des schizophrènes. Quelques années plus tard, en 1956, elle crée la Casa das Palmeiras (Maison des Palmiers). Il s'agit d'un espace d'accueil de jour en libre circulation pour troubles psychiatriques graves. Les malades étaient considérés comme des visiteurs (venant de l'extérieur), faisant des étapes pour se réinsérer complètement dans la société,.
Elle évoque ainsi le lieu : « La Casa das Palmeiras est un petit territoire libre, sans pressions génératrices d’angoisse, ni exigences supérieures aux possibilités de réponses de ses usagers […]. Portes et fenêtres restent toujours ouvertes. Les médecins […] et autres membres de l’équipe technique ne portent pas d’uniforme ou d’identifiants.»
Elle a été une pionnière de la zoothérapie, pour faciliter la réinsertion sociale des patients atteints de troubles psychiatriques, et elle a exposé ses théories dans un livre intitulé Gatos, A Emoção de Lidar, publié en 1998. Elle considérait la présence des animaux auprès des patients comme des éléments cothérapeutiques.

## Axes épistémiques de la clinique de Nise da Silveira
Deux axes de recherche clinique de la schizophrénie coexistent chez Nise da Silveira. D'abord, ce qu'elle nomme la « position interpsychique », influencée par l'antipsychiatrie, et qui met l'accent sur le caractère social du trouble psychologique. Ensuite, il y a la « position intrapsychique », influencée par Jung, qui insiste sur les « contenus archaïques de l'inconscient collectif », réactivés en fonction du milieu de développement du sujet.

## Décorations
- Officier de l'ordre du Rio Branco, ministère des Relations extérieures, (Brésil), 1987
- Première personnalité de l’année 1992, Associação Brasileira de Críticos de Arte (Association brésilienne de critique des arts)
- Médaille Chico Mendes, Associação Tortura Nunca Mais, São Paulo, 1993
- Ordre national du Mérite éducatif, Ministère de l'Éducation et du Sport (Brésil), 1993

## Œuvres
- Jung : vida e obra, Rio de Janeiro, José Álvaro Ed., 1968
- Imagens do inconsciente, Rio de Janeiro, Alhambra, 1981
- Casa das Palmeiras. A emoção de lidar. Uma experiência em psiquiatria, Rio de Janeiro, Alhambra, 1986
- O mundo das imagens, São Paulo, Ática, 1992
- Nise da Silveira, Brasil, COGEAE/PUC-SP 1992
- Cartas a Spinoza, Rio de Janeiro, Francisco Alves, 1995
- Gatos, A Emoção de Lidar, Rio de Janeiro, Léo Christiano Editorial, 1998

### Traductions
- Images de l'inconscient, Paris, Cahiers jungiens de psychanalyse, 2005

## Postérité
Son œuvre a suscité la création de plusieurs musées, centres et instituts, comme :
au Brésil
- Le Centro Psiquiátrico Nacional de Rio de Janeiro, aujourd'hui appelé Instituto Municipal Nise da Silveira
- Le Museu Bispo do Rosário, de la Colônia Juliano Moreira (Rio de Janeiro)
- Le Centro de Estudos Nise da Silveira (Juiz de Fora, Minas Gerais)
- L'Espaço Nise da Silveira du Núcleo de Atenção Psico-Social (Recife)
- Le Núcleo de Atividades Expressivas Nise da Silveira, de l'Hôpital psychiatrique São Pedro (Porto Alegre, Rio Grande do Sul)
- L'Associação de Convivência Estudo e Pesquisa Nise da Silveira (Salvador de Bahia)

en Europe
- Le Centro de Estudos Imagens do Inconsciente, de l'université de Porto, (Portugal)
- L'Association Nise da Silveira - Images de l'inconscient de Paris
- Le Museattivo Claudio Costa (Gênes, Italie)

### Articles en ligne
- Fernando Portela Câmara, Vida e obra de Nise da Silveira, Psychiatry On-line Brazil, 7 septembre 2002
- Fernando Portela Câmara, A contribuição de Nise da Silveira para a psicologia junguiana, Psychiatry On-line Brazil, 9 mars 2004

### Film
- Nise, le cœur de la folie, Brésil, 2015